# فيل هايز (لاعب كريكت)
فيل هايز (17 مايو 1986 في المملكة المتحدة - ) (بالإنجليزية: Phil Hayes)‏ هو لاعب كريكت بريطاني. لعب مع Loughborough MCC University ‏.

## وصلات خارجية
- فيل هايز على موقع إي آس بي آن كريك إنفو (الإنجليزية)